# Robotrek
Robotrek (スラップスティック?, Slapstick) è un videogioco di ruolo sviluppato da Quintet e Ancient e pubblicato nel 1994 da Enix per Super Nintendo Entertainment System.

## Modalità di gioco
Simile nel gameplay ad altri JRPG prodotti da Enix, in Robotrek il protagonista fa combattere alcuni robot tra loro.